# Gare de Réchicourt-le-Château
La gare de Réchicourt-le-Château est une gare ferroviaire française de la ligne de Noisy-le-Sec à Strasbourg-Ville, située sur le territoire de la commune de Réchicourt-le-Château, dans le département de la Moselle, en région Grand Est.
Elle est fermée à tout trafic.

## Situation ferroviaire
La gare de Réchicourt-le-Château est située au point kilométrique (PK) 413,487 de la ligne de Noisy-le-Sec à Strasbourg-Ville (dite ligne Paris - Strasbourg), entre les gares fermées de Nouvel-Avricourt et de Gondrexange.
Le raccordement de Réchicourt-le-Château, situé peu après la gare en direction de Paris, permettait aux trains en provenance de la direction de Strasbourg de rejoindre la ligne de Nouvel-Avricourt à Bénestroff (cette ligne est aujourd'hui inexploitée et en partie déclassée) sans avoir à effectuer un rebroussement dans le complexe formé par les gares d'Igney - Avricourt et de Nouvel-Avricourt.

## Histoire
La gare de Réchicourt-le-Château est mise en service le 12 août 1852 par la Compagnie du chemin de fer de Paris à Strasbourg lors de l'ouverture de la section de Nancy à Sarrebourg de la ligne de Paris à Strasbourg.
Le 21 janvier 1854, la Compagnie des chemins de fer de l'Est succède à la Compagnie du chemin de fer de Paris à Strasbourg.
En 1871, la gare entre dans le réseau de la Direction générale impériale des chemins de fer d'Alsace-Lorraine (EL) à la suite de la défaite française lors de la guerre franco-allemande de 1870 (et le traité de Francfort qui s'ensuivit). Elle est alors renommée « Rixingen » .
Le 19 juin 1919, la gare entre dans le réseau de l'Administration des chemins de fer d'Alsace et de Lorraine (AL), à la suite de la victoire française lors de la Première Guerre mondiale. Puis, le 1er janvier 1938, cette administration d'État forme avec les autres grandes compagnies la SNCF, qui devient concessionnaire des installations ferroviaires de Réchicourt. Cependant, après l'annexion allemande de l'Alsace-Lorraine, c'est la Deutsche Reichsbahn qui gère la gare pendant la Seconde Guerre mondiale, du 1er juillet 1940 jusqu'à la Libération (en 1944 – 1945).
En 1962, la gare dispose de plusieurs voies de service et d'un quai militaire.
Au service d'été 1966, la gare est desservie quotidiennement par des trains omnibus de la relation Lunéville – Igney - Avricourt – Sarrebourg.
Au service d'été 1975, plus aucun trains de voyageurs ne s'arrête en gare de Réchicourt-le-Château. Seule subsiste une desserte routière.
La gare ouverte la plus proche est celle d'Igney - Avricourt.

## Patrimoine ferroviaire
L'ancien bâtiment voyageurs de 1852 existe toujours. Il s'agit d'une gare de type 5 (dans la classification des Chemins de fer de l'Est) ; il a été vendu à un particulier et est devenu une habitation privée. La partie qui subsiste correspond à l'ancien corps central ; les ailes ont été démolies.